# Bruceiella
Bruceiella is een geslacht van weekdieren uit de klasse van de Gastropoda (slakken).

## Soorten
- Bruceiella athlia Warén & Bouchet, 2001
- Bruceiella globulus Warén & Bouchet, 1993
- Bruceiella laevigata B. A. Marshall, 1994
- Bruceiella pruinosa B. A. Marshall, 1994
- Bruceiella wareni Okutani, Hashimoto & Sasaki, 2004